# Політика Мальти
Політика Мальти — політика Мальти відбувається в рамках парламентської республіки, згідно з якою президент Мальти є конституційним главою держави. Виконавча влада покладається на Президента Мальти із загальним керівництвом та контролем уряду Мальти, який залишається за прем'єр-міністром Мальти, який є главою уряду. Законодавча влада покладається на Парламент Мальти, який складається з президента Мальти та Палати представників Мальти у законодавчому органі. Судова влада залишається у головного судді та Судової влади Мальти. Починаючи з незалежності в партійній виборчій системі домінували християнсько-демократичні, Націоналістична партія (Мальта), та партія праці.
Лейбористська партія стверджувала, що «за» голоси становили менше 50 % від загального числа голосів. Тодішній лідер Альфред Сант заявив, що Загальні вибори, які мали відбутися протягом місяця, вирішать цю справу. На Загальних виборах націоналістів повернули на посаду 51,79 % голосів, а 47,51 % — партію праці. Демократична альтернатива опитала 0,68 %. Таким чином, націоналісти змогли сформувати уряд та підписати і ратифікувати Договір про приєднання до ЄС 16 квітня 2003 року.
1 травня 2004 року Мальта вступила до ЄС, а 1 січня 2008 року в Єврозону з євро в якості національної валюти. Перші вибори після членства були проведені в березні 2008 року, що призвело до вузької перемоги Націоналістичної партії з 49,34 % голосів. У травні 2011 року було проведено загальнонаціональний референдум про референдум в Мальті. Це було вперше в історії парламенту, що рух, що виходив за межі Кабінету Міністрів, було схвалено Парламентом.
У березні 2013 року невелика більшість націоналістів була різко скасована, коли лейбористська партія повернулася до уряду після п'ятнадцяти років в опозиції. Рекордне лідерство в 36 000 голосів досягла Лейбористська партія, що призвело до відставки лідера націоналістів Лоуренса Гонзі.
У червні 2017 року, після дострокових виборів, партія праці призначила його святкування Першого травня. Рекордна невідповідність голосів, досягнута Лейбористською партією в 2013 році, знову збільшилася до приблизно 40 000 голосів. Тодішній лідер опозиції оголосив про відставку незабаром після цього. На цих виборах третя партія була обрана до парламенту Мальти після її незалежності.

## Виконавча влада
Відповідно до своєї конституції 1964 року, Мальта перебувала у складі Співдружності. Генерал-губернатор здійснював виконавчу владу від імені Королеви, тоді як власне керівництво та контроль за урядом і справами нації перебувало в руках кабінету під керівництвом прем'єр-міністра Мальти. 13 грудня 1974 р. Конституція була переглянута, і Мальта стала республікою в складі Співдружності, виконавча влада якої покладена на президента Мальти, яку можна здійснювати безпосередньо або через підпорядкованих йому. Президент обирається Палатою представників на п'ятирічний термін. Вони призначають прем'єр-міністром лідера партії, яка має більшість місць у палаті представників.
Президент також номінально призначає, за рекомендацією Прем'єр-міністра, окремих міністрів. Міністрів обирають із числа членів Палати представників, яка, як правило, складається з 65 членів, якщо бонусні місця не надаються партії, яка набирає абсолютну більшість голосів, але не парламентську більшість. Вибори повинні проводитись не рідше ніж кожні 5 років, і діє виборча система, коли один голос, що передається.

### Адміністративні підрозділи
Мальта ділиться на 68 обраних місцевих рад. Кожна рада відповідає за адміністрацію міст чи регіонів різної чисельності. Адміністративна відповідальність розподіляється між місцевими радами та центральною владою у Валлетті.
Закон про місцеві ради був опублікований 30 червня 1993 року. За ним Мальта поділена на 54 місцеві ради на Мальті та 14 — на Гозо. Мешканці, які зареєстровані, обирають Раду кожні три роки, як виборці Реєстру виборців місцевих рад. Вибори проводяться за допомогою системи пропорційного представництва за допомогою одного голосу, що передається. Міський голова є головою місцевої ради та представником Ради з усіх справ, передбачених Законом. Виконавчий секретар, який призначається Радою, є виконавчим, адміністративним та фінансовим керівником Ради. Усі рішення приймаються колективно з іншими членами Ради. Місцеві ради несуть відповідальність за загальне утримання та догляд за місцевістю, місцевих піклувань, а також виконують загальні адміністративні обов'язки для центральної влади, такі як збір урядових орендної плати та коштів та відповіді на державні запити, пов'язані з урядом.
Є також адміністративні комітети, обрані з відповідальністю за менші регіони.

## Законодавча галузь
Вибори до Палати представників базуються на системі єдиного передатного голосування, варіанту пропорційного представництва виборчих система. Перші вакансії заповнюються через вибори. Термін Парламенту не може перевищувати п'яти років.
Зазвичай 65 членів обираються до Палати з 13 багатомісних виборчих округів. Додаткові депутати обираються за двох обставин:
- коли на виборах партія досягає 50 % + 1 дійсних голосів, але не забезпечується Парламентська більшість, їй надається достатня кількість місць (заповнюються найкращими кандидатами у переможці), щоб зробити парламентську більшість.
- коли на виборах, оспорюваних більш ніж двома партіями, до парламенту обираються лише дві партії, а відносна сила парламенту не пропорційна першим отриманим голосам виділяються додаткові місця для встановлення пропорційності

Ухвалено третю виборчу поправку, яка гарантує сувору пропорційність щодо голосів та місць у парламентських політичних групах.

## Судова гілка
Судова система на Мальті включає суди нижчих, цивільних і кримінальних судів Росії.
Вищі суди очолюють магістрати, які мають оригінальну юрисдикцію у кримінальних та цивільних справах. У кримінальних судах головуючий суддя сидить із дев'ятьма присяжними. Апеляційний та апеляційний суд розглядають апеляційні скарги відповідно до рішень цивільних та кримінальних справ.
Вищий суд, Конституційний суд, має як оригінальну, так і апеляційну юрисдикцію. У своїй апеляційній юрисдикції він вирішує справи, пов'язані з порушеннями прав людини та тлумаченням Конституції. Він також може виконувати судовий розгляд. За своєю первісною юрисдикцією він має юрисдикцію щодо спірних парламентських виборів та корупційної практики виборів.
Існує схема правової допомоги, яка пропонується громадянам, яким бракує коштів для надання правового захисту.
Незалежність судової влади гарантується також конституційною вимогою, щоб зарплати суддів виплачувались з Консолідованого фонду, і уряд не може зменшувати чи вносити зміни до їх упереджених питань.
Мальтійська система розглядається відповідно до принципів поділу влади та незалежності судової влади. Однак у своїх доповідних оціночних доповідях запропонував у 2003 р. необхідність реформувати процедуру призначення членів судової влади, яка зараз «контролюється політичними органами».

## Участь міжнародної організації
Мальта є членом Співдружності Націй, Ради Європи, Європейського банку реконструкції та розвитку, Економічної комісії ООН для Європи, Європейського Союзу, Організації з питань харчової та сільського господарства, Міжнародного агентства з атомної енергії, Міжнародного банку реконструкції та розвитку, Міжнародної організації цивільної авіації, Міжнародного кримінального суду, Міжнародної конфедерації вільних профспілок, Міжнародного руху Червоного Хреста та Червоного Півмісяця, Міжнародного фонду розвитку сільського господарства, Всесвітньої організації торгівлі.
Мальта була багаторічним членом Руху неприєднання. Вона перестала бути частиною руху, коли вступила до Європейського Союзу.